# Waleran al III-lea de Limburg

Blazonul lui Waleran, cu o corană simbolizând pretențiile sale asupra comitatului de Namur și cele două cozi ale leului exprimând posesia sa asupra Luxemburgului și a Limburgului.

Waleran al III-lea (sau Walram) (n. cca. 1165 – d. 2 iulie 1226) a fost inițial senior de Montjoie, apoi conte de Luxemburg începând din 1214. El a devenit și conte de Arlon și duce de Limburg de la 1221 până la moarte.
Waleran era fiul ducelui Henric al III-lea de Limburg cu Sofia de Saarbrücken.
Ca fiu mai mic, Waleran nu aștepta să obțină posesia vreunei stăpâniri. El a avut parte de o tinerețe aventuroasă și a luat parte la Cruciada a treia în 1192. În 1208, candidatul la tronul imperial Filip de Suabia din familia Hohenstaufen a murit, iar Waleran, cel mai aprig susținător al său, a trecut de partea adversarului său, Otto de Braunschweig. În 1212, el l-a însoțit pe vărul său, ducele Henric I de Brabant, la Liège, acesta aflându-se la acea vreme în război cu ducii de Gueldern. Prima soție a lui Waleran, Cunigunda, fiică a ducelui Frederic I de Lorena, a murit în 1214, drept pentru care, în luna mai a acelui an, Waleran s-a recăsătorit cu Ermesinda I de Luxemburg, devenit conte jure uxoris acolo. Ermesinda emitea pretenții asupra comitatului de Namur, drept pentru care Waleran și-a adăugat blazonului său o coroană pentru a simboliza această pretenție.
În 1221, el a moștenit Ducatul Limburg. În 1223, Waleran a mai efectuat o încercare de a obține Namur de la margraful Filip al II-lea. În urma eșecului, el a semnat la Dinant un tratat de pace în 13 februarie. În continuare, Waleran a luat parte la diferite diete imperiale și l-a însoțit pe împăratul Frederic al II-lea de Hohenstaufen în Italia. Revenind de acolo, a murit la Rolduc.

## Familie și copii
Din prima căsătorie, cea cu Cunigunda de Lorena, Waleran a avut patru copii:
1. Sofia (n. cca. 1190 – d. 1226/27), căsătorită în cca. 1210 cu Frederic de Isenberg
2. Matilda (n. cca. 1192 – d. după 1234), căsătorită în cca. 1210 cu Willem al III-lea de Jülich și devenită mamă a contelui Willem al IV-lea de Jülich
3. Henric, succesor în Ducatul Limburg
4. Waleran (n. cca. 1200 – d. 1242), căsătorit cu Elisabeta de Bar, fiică a Ermesinda I de Luxemburg cu primul ei soț contele Theobald I de Bar

El a avut alți trei copii din căsătoria cu Ermesinda I de Luxemburg:
- Henric (n. 1216–d. 1281), succesor în poziția de conte de Luxemburg
- Gerard (d. 1276), devenit conte de Durbuy
- Ecaterina (d. 1255), căsătorită cu ducele Matia al II-lea de Lorena

1. ↑  Walram III Hertog van Limburg Markgraf von Arlon, The Peerage, accesat în 9 octombrie 2017
2. ↑  Medieval Lands, accesat în 28 ianuarie 2016
3. 1 2 3  Genealogics
4. 1 2 3  The Peerage